# Город-герой Керчь (юбилейная монета)
Город-геро́й Керчь — юбилейная монета номиналом 200 000 карбованцев, выпущенная Национальным банком Украины. Посвящена городу-герою Керчи.
Монета была введена в оборот 23 августа 1995 года. Принадлежит к серии «Город-герои Украины».

## Описание и характеристики монеты
| Номинал карб. | Металл                | Масса, грамм | Диаметр, мм. | Качество изготовления | Гурт     | Тираж, штук |
| ------------- | --------------------- | ------------ | ------------ | --------------------- | -------- | ----------- |
| 200 000       | медно-никелевый сплав | 14,35        | 33,0         | пруф-лайк             | рифлёный | 50 000      |

### Аверс
На аверсе монеты в центре круга, созданного узором из бус, находится изображение малого Государственного Герба Украины, обрамлённого с двух сторон ветками калины. Над гербом расположена дата 1995 — год чеканки монеты, под гербом — в два ряда по кругу надпись «200000 КАРБОВАНЦІВ», которая означает номинальную стоимость монеты (число 200000 расположено в разрыве узора из бус). Между внешним кантом и узором из бус наверху по кругу — надпись «НАЦІОНАЛЬНИЙ БАНК УКРАЇНИ», отделённая с двух сторон от слова «КАРБОВАНЦІВ» разделительными отметками в форме ромбов.

### Реверс
На реверсе монеты в центре изображён обелиск Славы на вершине горы Митридат, сооружённый в честь подвига воинов Отдельной Приморской армии, моряков Черноморского флота и Азовской военной флотилии, жителей города, которые погибли в боях за освобождение Крыма от немецко-фашистских захватчиков. На заднем плане двумя волнистыми линиями, которые разрываются обелиском, изображена поверхность моря. Над морем слева от обелиска — изображение легкого облака, справа на линии горизонта — морской танкер и чайка над ним. По кругу монеты — надписи: вверху «МІСТО-ГЕРОЙ КЕРЧ», внизу под постаментом обелиска «1941 — 1945».

## Авторы
- Художники: Александр Ивахненко (аверс), Алексей Кожеков (реверс).
- Скульпторы: Александр Хазов (аверс), Алексей Новичков (реверс).

## Стоимость монеты
Цена на монету установлена Национальным банком Украины в период её реализации через филиалы НБУ в 1995 году и составляла 200 000 карбованцев (2 гривны)
Фактическая приблизительная стоимость монеты, с годами изменялась так:
| Год        | 2010 | 2011 | 2012 | 2013 | 2014 |
| ---------- | ---- | ---- | ---- | ---- | ---- |
| Цена, грн. | 160  | 170  | 200  | 200  | 350  |